# Prêmio Jeffery–Williams
O Prêmio Jeffery–Williams (em inglês:  Jeffery–Williams Prize) é um prêmio matemático concedido anualmente pela Canadian Mathematical Society. É concedido em reconhecimento de contribuições significativas à pesquisa matemática. O primeiro prêmio foi concedido em 1968. O prêmio homenageia os matemáticos Ralph Lent Jeffery e Lloyd Williams.

## Laureados
- 1968: Irving Kaplansky
- 1969: Randall Pyke
- 1970: Wilhelmus Luxemburg
- 1971: William Thomas Tutte
- 1972: Philip Davis
- 1973: Harold Scott MacDonald Coxeter
- 1974: Hans Julius Zassenhaus
- 1975: Nathan Mendelsohn
- 1976: Max Wyman
- 1977: George Duff
- 1978: George Grätzer
- 1979: Israel Halperin
- 1980: Robert Langlands
- 1981: Jerrold E. Marsden
- 1982: Joseph Lipman
- 1983: Raoul Bott
- 1984: Cathleen Synge Morawetz
- 1985: Laurent Siebenmann
- 1986: C. Herz
- 1987: Louis Nirenberg
- 1988: J. Lambeck
- 1989: Eric Charles Milner
- 1990: Robert Steinberg
- 1991: Peter Lancaster
- 1992: Israel Michael Sigal
- 1993: James Arthur
- 1994: Donald Andrew Dawson
- 1995: Robert Moody
- 1996: Mark Goresky
- 1997: Stephen Halperin
- 1998: George Arthur Elliott
- 1999: John Friedlander
- 2000: Não concedido
- 2001: David Boyd
- 2002: Edwin Perkins
- 2003: Ram Murty
- 2004: Joel Feldman
- 2005: Edward Bierstone
- 2005: Pierre Milman
- 2006: Andrew Granville
- 2007: Nassif Ghoussoub
- 2008: Martin Barlow
- 2009: Stephen S. Kudla
- 2010: Mikhail Lyubich
- 2011: Kai Behrend
- 2012: Roland Speicher
- 2013: Zinovy Reichstein
- 2014 Askold Khovanskii
- 2015 Alejandro Ádem
- 2016 Daniel Wise
- 2017 Robert McCann
- 2018 Gordon Douglas Slade
- 2019 Jeremy Quastel
- 2020 Juncheng Wei
- 2021 Joel Kamnitzer[1]